# Едсхер Дейкстра
Едсхер Дейкстра (понякога неправилно изписвано Дийкстра; на нидерландски: Edsger Wybe Dijkstra, нидерландско произношение: [ˈɛtsxər ˈwibə ˈdɛɪkstra]) е нидерландски информатик.
През 1972 г. получава наградата „А. М. Тюринг“ за основополагащите си приноси за развитие на езиците за програмиране. Бил е Шлумбергер сентениял професор по компютърни науки в Тексаския университет в Остин от 1984 до 2000 г.
През 2003 г. наградата ACM PODC за влиятелини научни публикации върху принципите на разпределените изчислителни системи е преименувана на Премия Дейкстра.
Именно той въвежда термина структурно програмиране в информатиката. Автор на едноименния алгоритъм.

## EWD ръкописи
Дейкстра е известен с прилежността си при съставяне на своите ръкописи. Той самият ги е номерирал като поставял пред поредния номер на документа инициалите си – EWD. Затова и ръкописите му днес са известни като EWD ръкописи и често се цитират по този начин. Дейкстра започнал да ги номерира по този начин, откакто се преместил в Техническия университет в Айндховен.
Темите на писанията му са компютърни науки, математика и съдържат също сведения за пътувания, писма и речи. 1126 ръкописи са сканирани, много от които дигитализирани, и са свободно достъпни на сайта на Тексаския университет.